# Д’Олландер, Бертен
Бертен Д’Олландер (Бертен Долландер или Доландер) (нидерл. Berten D’Hollander) (род. 24 февраля 1965 г. в Тильроде, коммуна Темсе, Бельгия) — флейтист и преподаватель, профессор Высшей Школы искусств LUCA (LUCA School of Arts — Лёвен, Бельгия).

## Биография
Ещё обучаясь в Греко-Латинской школе играл в местном самодеятельном духовом оркестре. Затем поступил в Королевскую фламандскую консерваторию в Антверпене (Royal Conservatoire of Antwerp), класс проф. Яна ван Рета (Jan Van Reeth).
В 19 лет начал играть на флейте-пикколо в оркестре Фламандской оперы в Антверпене. Затем работал в Королевском филармоническом оркестре Фландрии, Национальном оркестре Бельгии и Королевском оперном театре «Ла Монне» в Брюсселе.

## Педагогическая деятельность
Закончив учёбу с отличием продолжил работать в оркестрах и начал преподавать в музыкальных школах. В 25 лет получил место профессора по классу флейты в институте Лемменса (Lemmensinstituut) Высшей Школы искусств LUCA (LUCA School of Arts — Лёвен, Бельгия).
В 2001—2015 гг. преподавал флейту в Кёльнской высшей школе музыки (Германия).
В числе его выпускников лауреаты международных конкурсов и солисты многих оркестров в разных странах мира.
Постоянно проводит мастер-классы и флейтовые курсы в странах Европы. Участвует в жюри международных музыкальных конкурсов.

## Концертная деятельность
Ведет активную концертную деятельность в Бельгии, других странах Европы, в США и Японии. Играл вместе с такими известными музыкантами, как
Элиан Рейес (Éliane Reyes),
Боян Воденичаров (Boyan Vodenitcharov) и
Ален Раес (Alain Raës).
Особое внимание уделяет современной музыке для флейты. В качестве солиста бельгийского ансамбля современной музыки «Музик Нувель» (Musiques Nouvelles) исполнял произведения таких композиторов, как
Клод Леду (Claude Ledoux),
Жан-Поль Десси (Jean-Paul Dessy),
Майкл Финнисси,
Брис Позе,
Дмитрий Янов-Яновский (Dmitri Yanov-Yanovski) и других.
Кроме того, сотрудничал с бандонеонистом Альфредо Маркуччи (Alfredo Marcucci) и саксофонистом Стивом Убаном исполняя танго и джаз.

## Дискография
- Mauro Giuliani: Sérénades, Vol. 1 (Intégrale des œuvres pour flûte et guitare), Audio-CD,  Editions Hortus 2015
- Claude Ledoux: D’Orients, Audio-CD, Ensemble Musiques Nouvelles, Cypres 2009
- Jean-Paul Dessy: Scories, Audio-CD, DJ Olive und Ensemble Musiques Nouvelles, Sub Rosa 2005